# Mieussy
Mieussy is een gemeente in het Franse departement Haute-Savoie (regio Auvergne-Rhône-Alpes) en telt 1983 inwoners (2005). De plaats maakt deel uit van het arrondissement Bonneville.

## Geografie
De oppervlakte van Mieussy bedraagt 44,9 km², de bevolkingsdichtheid is 44,2 inwoners per km².
De onderstaande kaart toont de ligging van Mieussy met de belangrijkste infrastructuur en aangrenzende gemeenten.

## Demografie
Onderstaande figuur toont het verloop van het inwonertal (bron: INSEE-tellingen).

## Geboren
- Claude Le Jay (1504-1552), jezuïet en theoloog